# Kozarzew
Kozarzew est une localité polonaise de la gmina rurale de Kazimierz Biskupi, située dans le powiat de Konin en voïvodie de Grande-Pologne. Elle se situe à environ 13 kilomètres au nord-ouest de la ville de Konin et 86 kilomètres à l'est de Poznań, la capitale régionale. 

## Géographie

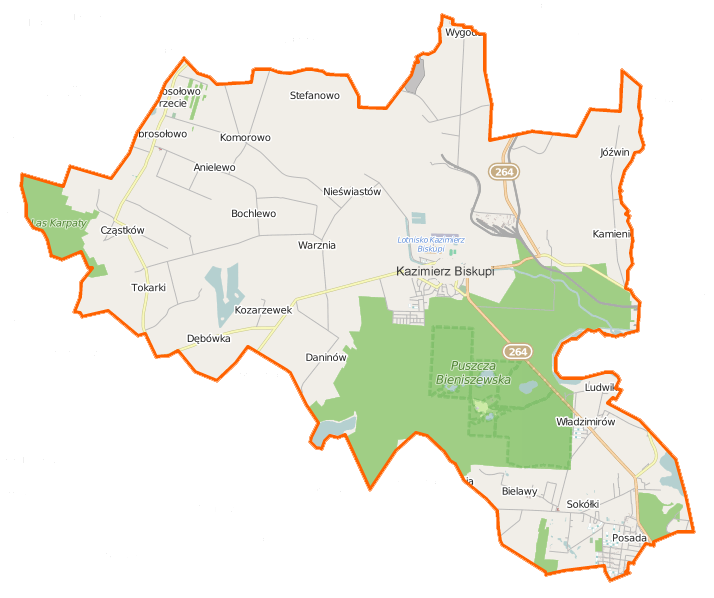
Carte de la gmina de Kazimierz Biskupi.